# 나의 여동생
《나의 여동생》(일본어: ぼくの妹 보쿠노 이모토[*])은 2009년 4월 19일부터 6월 28일까지 TBS 계열에서 일요일 21:00 - 21:54에 방송된 일본 드라마이다. 주연은 오다기리 조, 나가사와 마사미.
어릴 적에 부모님을 잃은, 성격이 정반대인 남매가 고난에 맞서는 이야기이다.
캐치프레이즈는 〈"당신의 남매는 지금, 어떻습니까?"〉

## 등장 인물
- 에가미 메이 : 오다기리 조 (어린 시절: 후카자와 타이가)

사야의 오빠. 천애 고아의 두 남매. 의사였던 아버지가 사망한 이후 남매 둘만이 이모의 집에 거두어진다. 여동생을 지원하기 의해, 고생 끝에 의사가 된다.
- 에가미 사야 : 나가사와 마사미 (어린 시절: 야리타 치히로)

메이의 여동생. 천애 고아의 두 남매. 오빠에 비해 머리도 기량도 그다지 좋지 못하고, 전대 미문의 성격과 행동을 일삼고 있다 (돈벌이에는 능한 모습). 사토코가 투신 자살을 도모한 전날 그녀를 만나고 있었다.
- 키리하라 사토코 : 도모사카 리에

우연히 메이를 알게 되고, 연인으로 발전하는 여성. 메이에게는 거짓말을 하고 300만엔을 빌리려고 했지만 거짓말이 들켜 직후 건물에서 투신 자살했다. 자살의 이유가 불명하지 않았기 때문에 그것을 중심으로 이야기는 진행된다.
- 쿠키 켄지 : 치하라 주니어

키리하라 남매의 소꿉 친구. 사토코의 죽음의 원인을 메이라고 일방적으로 단정하고, 메이를 따라 다닌다. 키리하라 형의 입원 비용으로 빌린 300만엔이 늘어, 사채에 1000만엔에 가까운 빚에 키리하라 남매에게 갚으라고 협박한다.
- 세가와 킨야 : 다나카 테츠시

사야와 교제중인 변호사. 유부남으로 아내와 이별후 사야와 함께 살고 싶어한다.
- 세가와 시게코 : 스즈키 사와

세가와의 아내.
- 오오카와 하루나 : 사사모토 레이나

오오카와의 딸. 메이에 대해 남다른 마음을 가지고 있다.
- 에이 기미 : 니시하라 아키

오카야마의 개인 병원 "가와바타 의원"에 근무하는 간호사. 원장이 질병 부재이기 때문에, 메이에게 도움을 요청하기 위해 상경한다.
- 한자와 코헤이 : 오자키 우소

메이의 동창. 정형 외과 의사. 켄지의 담당 의사.
- 하네다 타케미 : 오기 시게미츠

키리하라 사토코 사망 사건을 수사하고 있는 "이케부쿠로 북서" 형사.
- 오다카 구니타로 : 야마다 메이쿄

도야마 의대 병원 "호흡기 외과 교수. 메이의 상사.
- 츠카모토 신 : 사토이 켄타

도야마 의대 병원 "호흡기 외과 부교수. 실력이 좋은 메이를 못마땅해 하고 있다.
- 오오카와 류조 : 와카바야시 고

도야마 의과 대학 병원의 이사장. 메이를 고용하여, "장래는 병원의 미래를 맡아주었으면 싶다"라고 바라고 있다.
- 사쿠라이 츄지오오타키 히데지

사토코의 집 근처에 살고있는 노인. 켄지 친구로 안면이 있는 사이이다. 켄지에게는 "메이에만 한정되지 말라"고 설득하고 있다. 사실은 쿠키 (켄지를 버린 친아버지였다).

### 그외 게스트
- 제1화
- 슈미 고로 : 카와하라 사부

조금 문제가 있는 "금성 물산" 사장. 배후자는 야쿠자의 두목
- 제3화
- 메이와 사야의 죽은 아버지 : 토야마 토시야
- 제4화
- 겐모치 - 록카쿠 세이지

"이케부쿠로 북서" 형사 과장 대리.
- 제8화
- 에이 소우겐 - 시나가와 토오루

사쿠라이의 소꿉 친구. 기미의 아버지. 오카야마 사원의 주지. 사쿠라이의 유골을 거뒀다.
- 최종화
- 오키 야마 - 스나가 케이

하코네 "비단관"의 지배인.

## 제작진
- 각본 : 이케하타 슈사쿠
- 음악 : 코노 신
- 연출 : 카네코 후미노리, 키요히로 마코토, 카토 아라타, 모리시마 마사야
- 제작 프로듀서 : 야기 야스오
- 프로듀서 : 다카하시 마사나오
- 저작권 : TBS

## 주제가
- 이키모노가카리 〈두 사람(ふたり 후타리[*])〉 (2009년 5월 27일 발매)

## 방영일 및 부제·시청률
| 각 화                                     | 방송일          | 부제(원어)            | 부제(풀이)                   | 연출            | 시청률 |
| ----------------------------------------- | --------------- | --------------------- | ---------------------------- | --------------- | ------ |
| 제1화                                     | 2009년 4월 19일 | ただ一つの絆…僕が守る | 단 하나의 인연 ... 내가 지켜 | 카네코 후미노리 | 12.2%  |
| 제2화                                     | 2009년 4월 26일 | 犯人は妹…!!           | 범인은 여동생 ...!           | 카네코 후미노리 | 9%     |
| 제3화                                     | 2009년 5월 3일  | 兄を守るウソ          | 오빠를 보호 거짓말           | 카토 아라타     | 6.7%   |
| 제4화                                     | 2009년 5월 10일 | 真実の告白…           | 진실의 고백 ...              | 카토 아라타     | 7.3%   |
| 제5화                                     | 2009년 5월 17일 | 鬼に恋した妹          | 악마를 사랑한 동생           | 키요히로 마코토 | 6.3%   |
| 제6화                                     | 2009년 5월 24일 | 届かぬ兄の声          | 닿지 않는 오빠의 목소리      | 카네코 후미노리 | 7.1%   |
| 제7화                                     | 2009년 5월 31일 | 最後のケンカ          | 마지막 싸움                  | 키요히로 마코토 | 8.9%   |
| 제8화                                     | 2009년 6월 7일  | 涙の別れ…忘れないよ   | 눈물의 이별 ... 잊지 않아    | 모리시마 마사야 | 7%     |
| 제9화                                     | 2009년 6월 14일 | 告白…離れたくない!!   | 고백 ... 헤어지고 싶지 않아! | 카네코 후미노리 | 7.1%   |
| 제10화                                    | 2009년 6월 21일 | 手術開始…最期の闘い   | 수술 시작 ... 마지막 싸움    | 키요히로 마코토 | 7.4%   |
| 최종화                                    | 2009년 6월 21일 | さよなら…妹の結婚     | 안녕 ... 동생의 결혼         | 카네코 후미노리 | 7.9%   |
| 평균 시청률: 7.9%                         |                 |                       |                              |                 |        |
| (시청률은 간토 지방·비디오 리서치사 조사) |                 |                       |                              |                 |        |

- 첫화 시청률은 2009년 4월에 시작한 TBS 드라마(《스마일》, 《갓 핸드 테루》, 《반장》 등) 가운데 가장 높았으나, 일요극장 시간대로는 처음으로 평균 시청률 7%대를 기록하며 평균 시청률 역대 최저 기록을 달성했다.